# Kōji Suzuki
Suzuki Kōji (鈴木 光司?; Hamamatsu, 13 maggio 1957) è uno scrittore giapponese.

## Biografia
Nasce ad Hamamatsu, nella prefettura di Shizuoka (Giappone). Si laurea all'Università di Keio. Vive attualmente a Tōkyō, ed è membro del comitato di selezione del Premio Giapponese del Romanzo Fantastico.
Scrive molti racconti, ma la sua fama internazionale arriva con il ciclo di romanzi Ringu, conosciuto in occidente come The Ring, dal quale sono originati alcuni manga e diversi adattamenti cinematografici e televisivi (una serie di pellicole giapponesi, riprese dalla cinematografia statunitense, e una versione del primo romanzo di coproduzione nippo-sudcoreana).
Anche il racconto Dark Water ha dato origine ad un film giapponese e ad un successivo remake statunitense.

## Scritti
- 1990 - Paradise (Rakuen)
- 1993 - The Shining Sea (Hikari sasu umi)
- 1995 - Death and the flower (Sei to shi no gensō, antologia di racconti)
- 2002 - Dark Water (Honogurai mizu no soko kara, antologia di racconti), Milano, Nord, 2006 (ISBN 8842913847)
- 2022 - The Shining Sea (Hikari sasu umi) (edizione rivista e corretta)

### Ciclo diRing
- 1991 - Ring (Ringu), Milano, Nord, 2003 (ISBN 8842912816)
- 1995 - Spiral (Rasen), Milano, Nord, 2004 (ISBN 8842913316)
- 1998 - Loop (Rūpu), Milano, Nord, 2005 (ISBN 8842913308)
- 1999 - Birthday (Bāsudei, antologia di racconti)
- 2012 - S (Esu)
- 2013 - Tide

## Filmografia

### Giappone
- 1995 - Ringu: Kanzen-ban [Film TV] (dal romanzo Ring)
- 1998 - Ringu (titolo internazionale Ring) (dal romanzo Ring)
- 1998 - Rasen (titolo internazionale Spiral) (dal romanzo Spiral)
- 1999 - Ringu 2 (titolo internazionale Ring 2) (sequel del film Ring)
- 1999 - Ringu: Saishuu-shō (telefilm)
- 2000 - Ringu 0: Bāsudei (titolo internazionale Ring 0: The Birthday)  (dal racconto Lemon Heart contenuto nell'antologia Birthday)
- 2002 - Honogurai mizu no soko kara (titolo internazionale Dark Water) (dal racconto Dark Water presente nell'antologia omonima)
- Sadako 3D (dal romanzo S)
- Sadako 3D 2 (sequel di Sadako 3D)
- Sadako (dal romanzo Tide)

### Corea del Sud
- 1999 - Ring (a volte citato come The Ring Virus)

### USA
- 2002 - The Ring
- 2005 - The Ring 2
- 2005 - Dark Water
- 2017 - The Ring 3